# Saint-Hilaire-Foissac
Saint-Hilaire-Foissac é uma comuna francesa na região administrativa da Nova Aquitânia, no departamento de Corrèze. Estende-se por uma área de 36,92 km². Em 2010 a comuna tinha 189 habitantes (densidade: 5,1 hab./km²).